# Arantón
Arantón (llamada oficialmente San Vicente de Arantón) es una parroquia y un lugar español del municipio de Santa Comba, en la provincia de La Coruña, Galicia.

## Entidades de población
Entidades de población que forman parte de la parroquia:
- A Cabreira
- A Cova
- A Ponte do Baixo (A Ponte de Abaixo)
- Arán
- Arantón
- As Antes
- A Xesteira
- O Valiño
- Rieiro
- Vilarnovo

## Demografía

### Parroquia
| Gráfica de evolución demográfica de Arantón (parroquia) entre 2000 y 2019 |
|                                                                           |
| Datos según el nomenclátor publicado por el INE.                          |

### Lugar
| Gráfica de evolución demográfica de Arantón (lugar) entre 2000 y 2019 |
|                                                                       |
| Datos según el nomenclátor publicado por el INE.                      |